# ليندسي شيبرد
ليندسي شيبرد هي مربية كندية، ولدت في 1995 في فيكتوريا في كندا.

## وصلات خارجية
- ليندسي شيبرد على موقع IMDb (الإنجليزية)